# Crkva sv. Nikole biskupa u Baškoj Vodi
Crkva sv. Nikole biskupa nalazi se u mjestu Baškoj Vodi.
Sagrađena je uz more 1889. godine. Pravilno je orijentirana sa zvonikom na preslicu na južnom pročelju. Jednobrodna je građevina s polukružnom apsidom. Građena je u neoromaničkom slogu od pravilnih klesanaca. Krov je dvostrešan s pokrovom od kupe kanalice. Godine 1992. je u blizini crkve sagrađen suvremeni zvonik i novi župni dvor.

## Zaštita
Pod oznakom Z-5281 zavedena je kao nepokretno kulturno dobro - pojedinačno, pravna statusa zaštićena kulturnog dobra, klasificirano kao "sakralna graditeljska baština".

## Vanjske poveznice
|  | Zajednički poslužitelj ima još gradiva o temi Crkva sv. Nikole biskupa u Baškoj Vodi |